# Enthauptung des Todes

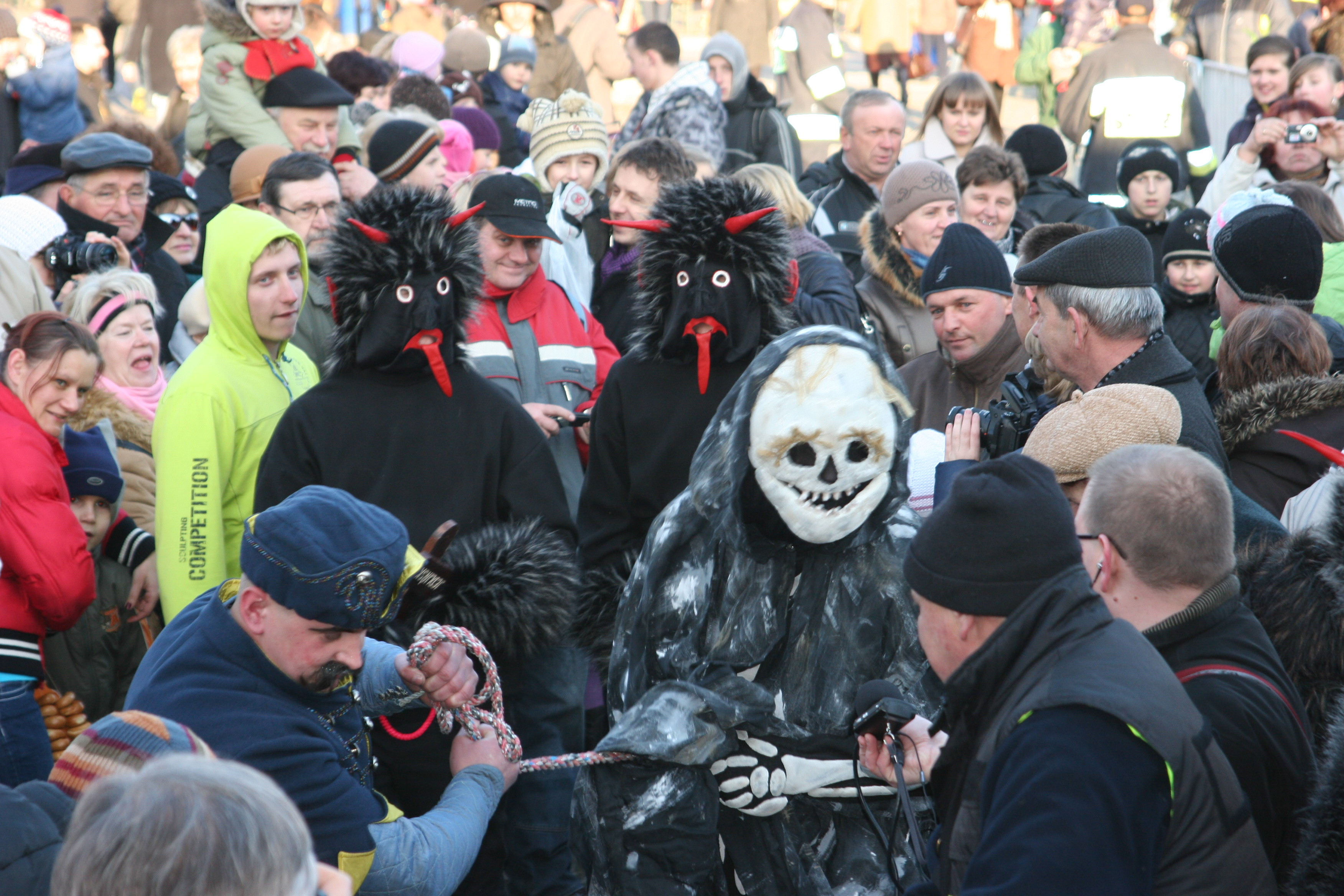
Enthauptung des Todes

Die Enthauptung des Todes (polnisch Ścięcie Śmierci) – (oder auch Jedlińsker Fastnachtsdienstag, polnisch Jedlińskie Kusaki), ist ein Volksbrauch, der jährlich in Jedlinsk am letzten Dienstag vor der Fastenzeit gefeiert wird.

## Der Verlauf des Ritus

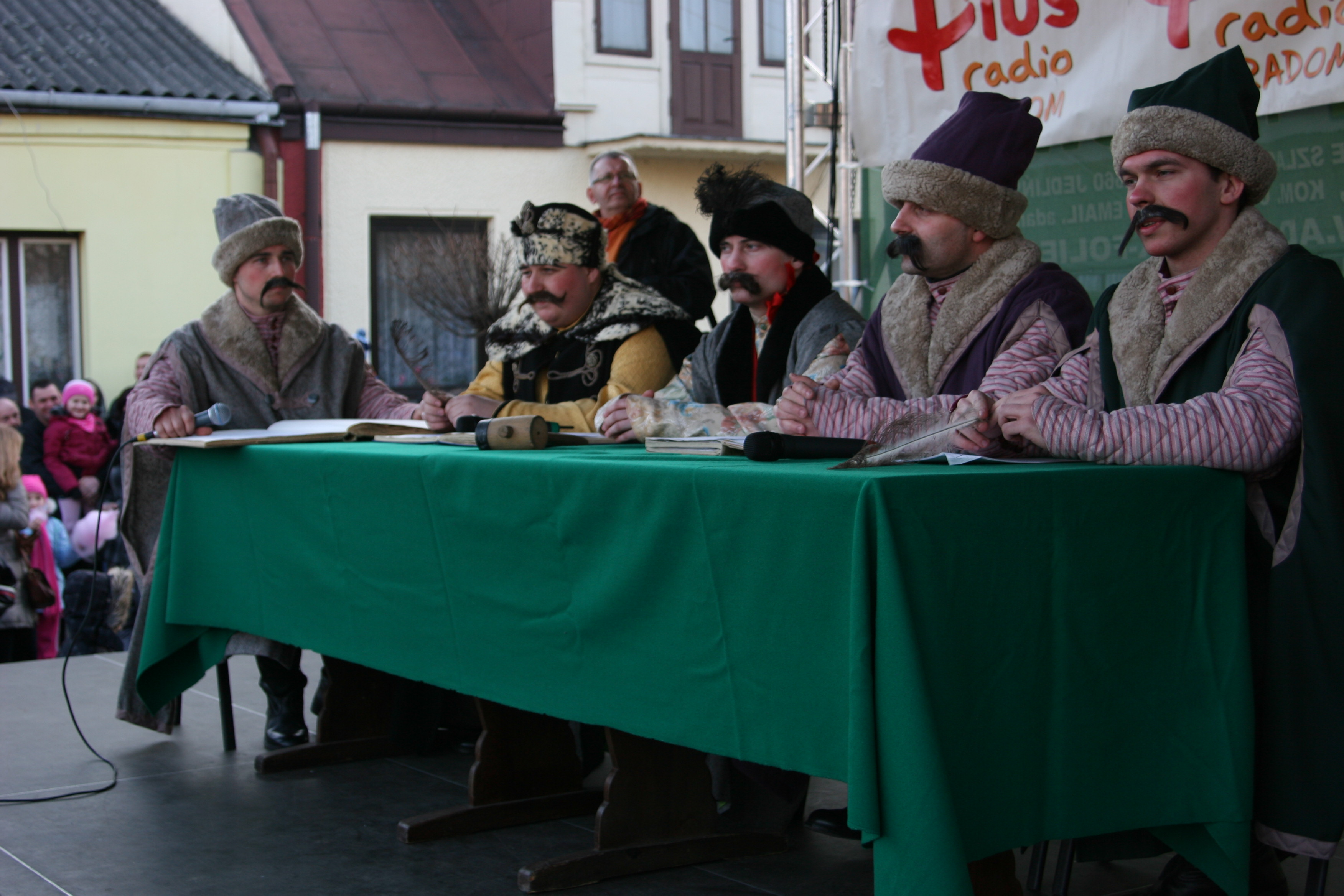
Gericht in Jedlińsk

Nach einer legendären Geschichte, die während des Karnevals auf dem Jedlińsker Markt gespielt wird: Am Fastnachtsdienstag
verbreitet sich in der Stadt die Nachricht von Kant, dem Pförtner der Kirche, dass der Tod sich an der Fasnacht betrunken hat und seine Sense in Toczne, den Weiden vor der Stadt, verloren hat und nun beim verbrannten Damm schläft.
Die Bewohner von Jedlinńk, angeführt von Kant, begeben sich zu den vorstädtischen Wiesen, wo sie den Tod fest mit Stricken fesseln, und führen ihn dann in einem Triumphzug in den Ort hinein. Der Bürgermeister, der über die Gefangennahme des Todes informiert wurde, wartet zusammen mit den Geschworenen auf die Ankunft der Prozession auf dem Marktplatz. Die Gerichtsverhandlung beginnt. Der Tod wird durch die Menge angeklagt. Nach Anhörung der Vorwürfe verkündet das Gericht das Urteil und ruft den Henker herbei. Das Gericht droht mit der Bestrafung derjenigen, die nicht in Übereinstimmung mit dem Gesetz handeln werden. Am Ende der Rede enthauptet der Henker den Tod, aus dem Kopf rieselt Asche, und eine schwarze Katze springt aus dem Hemd des Todes – als Bildnis für die Seele. Nachdem er enthauptet wurde, erscheint ein Engel auf dem Schafott, der alle warnt, dass der Tod weiterhin seine Ernte einfahren wird. Der Henker legt die Leiche des Todes auf den Schlitten, der von Kindern und Erwachsenen geschleppt wird. Auf dem Weg durch die Ortschaft liefern sie die Leiche an den Bürgermeister, damit dieser den Tod beurkundet. Dann wird die Beerdigung in einem Gasthaus begangen, mit Spielen und Tanzen bis Mitternacht.
Ab dem Morgen erscheinen auf den Straßen von Jedlińsk verkleidete Menschen, sogenannte Kusaken (Fastnachtsnarren). Alle Figuren, auch die weiblichen, werden von Männern gespielt. Die zahlreichste Gruppe an Verkleidungen sind die Teufel.

## Geschichte und Forschung
Die erste Erwähnung des Brauchs erschien am 22. Februar 1860 in der Zeitung „Gazeta Codzienna“ in Warschau.
Es war ein Nachdruck eines Briefes von Pater Jan Kloczkowski, dem damaligen Pfarrer in Jedlińsk, der die Aufführung beschreibt. Die Ursprünge dieses Brauchs liegen jedoch viel früher. Die Enthauptung des Todes ist der Ritus, der den Karneval beendet, aber auch den Winter (nach einigen Theorien über den Beginn des Schauspiels kann man schon im 16. oder 17. Jahrhundert suchen, als in verschiedenen Teilen Polens und Europas Puppen, die den Winter verkörpern, durch Enthaupten, Verbrennen oder Ertränken zerstört wurden).

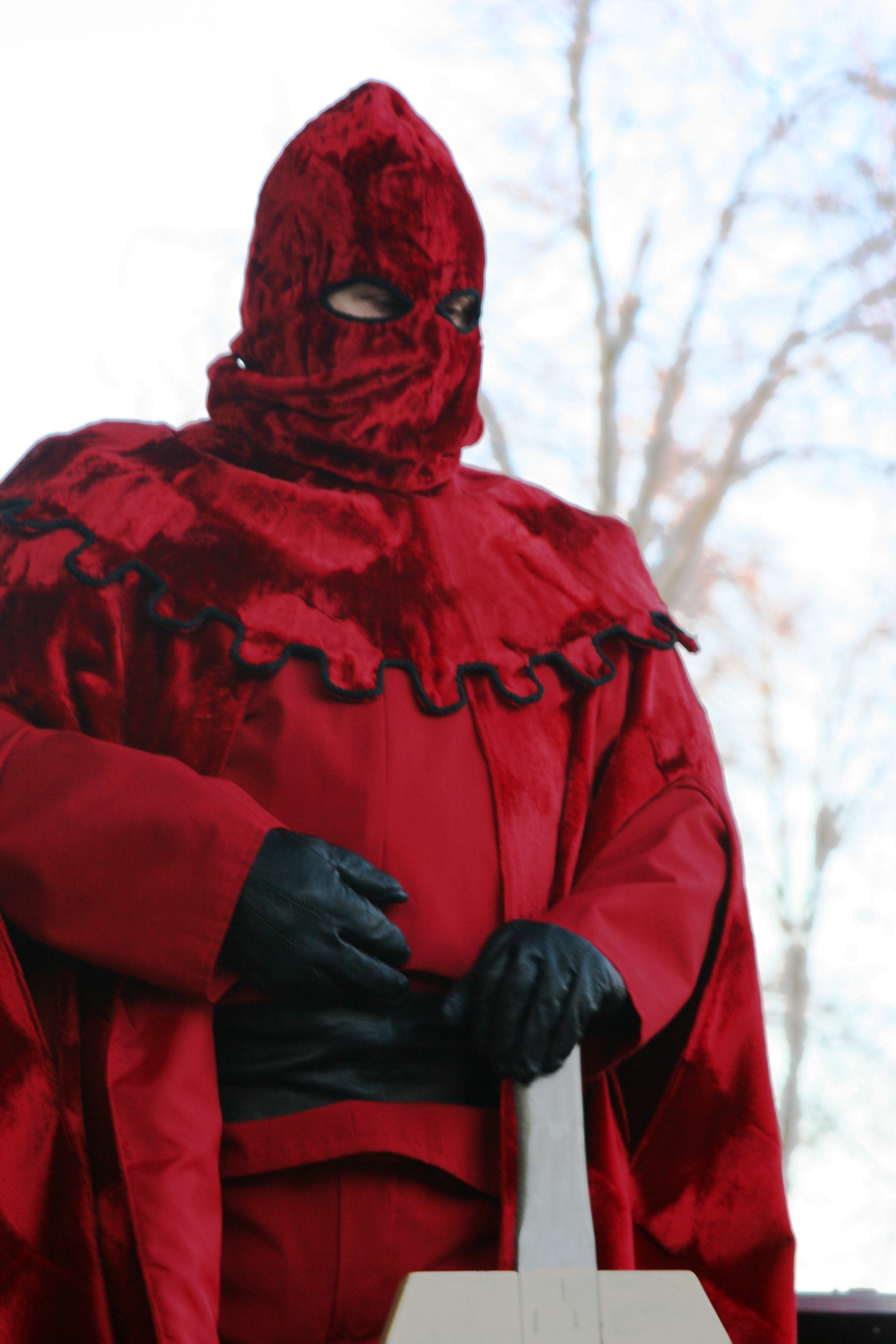
Die Figur des Henkers im Schauspiel „Die Enthauptung des Todes“ in Jedlińsk

Einige Forscher sind jedoch der Meinung, dass dieses Schauspiel nicht mit den volkstümlichen Bräuchen der Winteraustreibung verbunden werden sollte, da es in der Zeit entstand, als Jedlińsk noch eine Stadt war.
Im Vergleich zu den meisten polnischen Karnevalsbräuchen hat die „Enthauptung des Todes“ den landschaftlich reizvollsten Charakter mit einer klaren Trennung in Schauspieler und Publikum. Es handelt sich jedoch nicht um eine Karnevalsaufführung auf der Bühne, sondern um ein Element, das im Laufe der Zeit selbst in Form einer Gerichtsverhandlung vor Publikum verfestigt hat. Damit ähnelt die Fasnacht in Jedlińsk vielen Fasnachten in den Städten Westeuropas.